# Motore universale

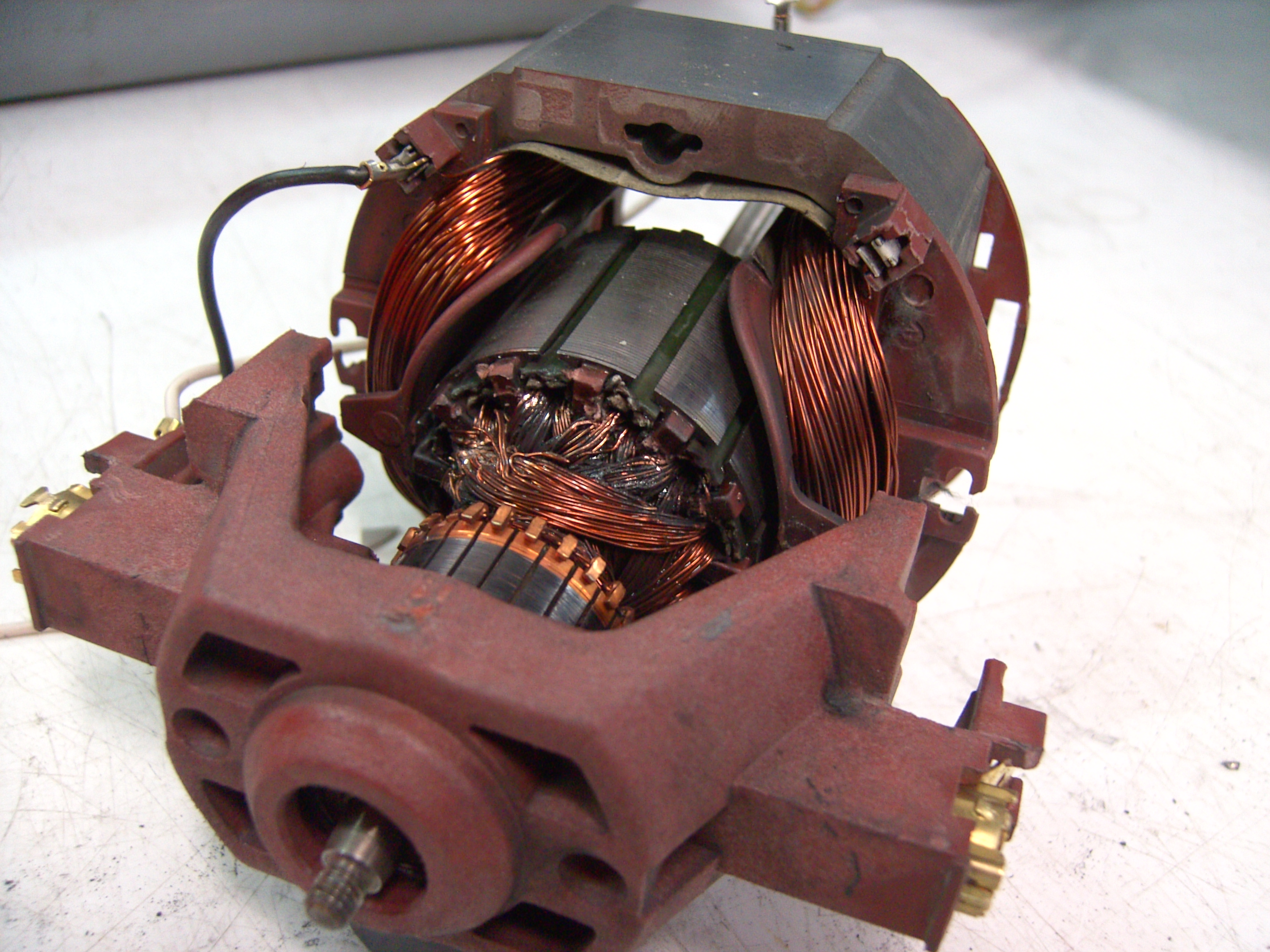
Macchina universale o Macchina CC con statore a filo avvolto

Il motore universale o motore CC ad eccitazione in serie è caratterizzato dal rotore e statore a filo avvolto, (rotore accessibile attraverso spazzole e collettore a lamelle), può essere alimentato sia in corrente continua (CC) che in corrente alternata (CA), anche se di fatto, nella maggior parte delle applicazioni, questo tipo di motore è alimentato in corrente alternata. Il collegamento in serie fra gli avvolgimenti del rotore e dello statore avviene tramite un commutatore a spazzole e, in caso di alimentazione in corrente alternata, garantisce che la corrente abbia la stessa fase e frequenza in entrambi gli avvolgimenti, sincronizzando le variazioni dei campi magnetici indotti nel rotore e nello statore.

## Funzionamento
La possibilità di usare la corrente alternata nasce dal fatto che la corrente nello statore e nel rotore si invertono contemporaneamente grazie al collegamento dei due avvolgimenti a mezzo del collettore a lamelle; anche i campi magnetici si comportano allo stesso modo, generando una forza dello stesso tipo (attrattiva o repulsiva): la coppia però non è costante nel tempo, ma varia tra zero ed il doppio della coppia media con frequenza doppia di quella di rete (deve essere verificata la rigidezza torsionale dell'albero).
In pratica il motore deve però essere progettato tenendo presente che l'alimentazione è alternata (impedenza in serie e riluttanza devono essere tenute presenti) che però è in serie al circuito, ed il fattore di potenza può essere comunque elevato; nascono  comunque perdite nel circuito magnetico di statore e il risultato è comunque un motore leggermente meno efficiente se alimentato in alternata piuttosto che in corrente continua.

## Tipologia

Curva di coppia di 2 differenti motori elettrici universali:
A) Macchina CC a rotore avvolto con collegamento serie
B) Macchina CC a rotore avvolto con collegamento parallelo

Nei motori CC lo statore può essere realizzato non con magneti permanenti ma, similmente al rotore, con avvolgimenti su materiale ad alta permeabilità in cui viene fatta passare una corrente: questo circuito è detto di eccitazione. In questo modo si possono avere potenze maggiori (ma si dovrà spendere più energia anche per alimentare questo nuovo circuito).  Si possono avere vari casi nell'alimentazione del circuito di statore: 
- macchina ad eccitazione indipendente: l'avvolgimento di statore è alimentato in maniera indipendente da quello di rotore. Si ha allora più flessibilità nel controllo dei parametri (coppia e velocità) della macchina.
- macchina ad eccitazione in parallelo: statore e rotore sono collegati in parallelo (coppia maggiore, minore velocità)
- macchina ad eccitazione in serie: statore e rotore sono collegati in serie (coppia inferiore e asintotica allo zero con l'aumentare del regime, maggiore velocità, definito anche come motore in fuga).

Si possono avere anche situazioni intermedie utilizzate in passato soprattutto nella trazione elettrica (dove è richiesta molta coppia allo spunto e maggiore velocità a regime).

## Controllo
L'introduzione di dispositivi elettronici di controllo economici come i triac rende semplice il controllo della loro velocità. Per la presenza del collettore è sufficiente infatti regolare la tensione e non anche la frequenza come negli asincroni; la regolazione è più semplice, al limite con autotrasformatore a prese variabili; la regolazione per parzializzazione di fase (triac o SCR) molto semplice, distorcendo però la forma d'onda, rende la commutazione più difficile ed aumenta le perdite nel ferro; ciò nonostante è veramente semplice ed è generalizzata negli elettrodomestici. Si sono avute applicazioni nella trazione elettrica monofase in alcune nazioni, per grandi potenze anche a frequenze diverse dai 50 Hz (frequenze ferroviarie).

## Rendimento
Il rendimento di tale motore è relativamente basso, in quanto per i piccoli motori si attesta al 30%, mentre per i grandi motori si arriva fino al 70-75%
La disponibilità a costi contenuti di dispositivi elettronici (come circuiti integrati, ponti raddrizzatori, dispositivi di potenza a semiconduttore, ecc.), fa sì che alcune applicazioni più modeste che in passato sarebbero state realizzate con motori universali ora vengono sviluppate con motori CC con magneti permanenti, permettendo ad esempio un controllo della velocità più efficiente e rendimento elettrico maggiore (nei piccoli motori la potenza spesa per l'eccitazione è spesso rilevante, mentre diviene percentualmente esigua nei grandi motori).

## Reversibilità
Questa tipologia di motore può essere usata come dinamo solo se rotore e statore vengono separati elettricamente, e si provveda ad alimentare lo statore generando di conseguenza un campo magnetico statorico che indurrà una forza elettromotrice nel rotore in rotazione, che verrà prelevata e rettificata dalle spazzole sul commutatore.

## Peculiarità
Il suo principale vantaggio è che, nonostante l'alimentazione in alternata, il motore universale ha le tipiche caratteristiche di un motore CC: coppia notevole allo spunto, dimensioni compatte, alta velocità di rotazione (superiore a un giro per periodo della rete elettrica, ovvero 3000 giri al minuto a 50 Hz, e 3600 a 60 Hz); altro aspetto positivo è che la regolazione può essere fatta variando la tensione (tramite inverter o reostato), come in un motore CC tradizionale.
L'aspetto negativo è la presenza del collettore a lamelle che richiede manutenzione perché comporta l'usura delle spazzole e l'affidabilità risulta influenzata: (inoltre la sezione di avvolgimento in commutazione è coassiale con l'eccitazione, vi viene indotta una forza elettromotrice "trasformatrice" che disturba la commutazione: questa f.e.m. è proporzionale alla frequenza (assente quindi in corrente continua) e ciò giustifica il fatto che tali motori girino a velocità molto elevate (la f.e.m. trasformatrice può essere ridotta solo riducendo il flusso, per una data tensione e frequenza di alimentazione quindi la velocità deve aumentare).

## Applicazioni
Nelle applicazioni industriali sono attualmente poco usati mentre trovano largo impiego negli elettrodomestici o elettroutensili, in particolare nelle applicazioni in cui è auspicabile un'alta velocità di rotazione (perché ciò ne riduce le dimensioni a parità di potenza: frullatori, aspirapolvere, asciugacapelli, lavabiancheria, trapani, demolitori ed altro)
Mettendo insieme tre motori in serie su uno stesso asse, si può ottenere un motore trifase; ma più semplicemente, si usa un motore trifase in serie, con tre avvolgimenti statorici ed un unico indotto rotante, alimentato con tre o sei spazzole (vedere Motore trifase a collettore). 
Per tale alimentazione si può usare anche l'autoeccitazione in parallelo, praticamente impossibile nei motori monofasi.